# Sueurs tièdes
Sueurs tièdes (North by North Quahog) est le premier épisode de la quatrième saison de la série télévisée d'animation Les Griffin. Elle a été diffusée le 1er mai 2005 sur le réseau Fox.
L'épisode est écrit par Seth MacFarlane et réalisé par Peter Shin.

## Contenu

### Synopsis
Peter est vexé que Lois ait hurlé « George Clooney » pendant leurs ébats. Lois admet que le sexe lui importe moins. Le couple repart en lune de miel pour ranimer la flamme et laisse la maisonnée à la charge de Brian. Mais Peter a un accident en lisant un comics au volant, ce qui ulcère Lois. Le couple doit se contenter d'un motel miteux en attendant les réparations. Peter décide de se faire passer pour Mel Gibson afin de squatter sa suite réservée à l'année. Chris, lui, se fait surprendre à essayer de boire de l'alcool lors de la fête de l'école et Brian décide de voir le père de Jake Tucker qui lui avait donné la bouteille. Peter est encore plus vexé quand Lois se met à fantasmer sur Mel Gibson. Avant de partir, Peter découvre une pièce secrète dans laquelle se trouve la suite immondement hollywoodienne de La Passion du Christ. Peter décide d'en voler les bobines afin d'éviter ça au public, mais ils sont interceptés par deux prêtres ninjas venus récupérer les films oubliés. Tom Tucker refuse que son fils endosse la responsabilité de ses actes et Stewie décide de placer de la drogue dans le casier du gamin pour venger Chris. Peter enterre les films mais Lois est enlevée et Peter tente de piéger Mel en rendant des bobines pleines de merde mais Mel évente le coup et le couple s'enfuit, poursuivi par un Mel armé sur le Mont Rushmore. Mel se fait piéger et fait une chute mortelle. Lois, émoustillée, retrouve alors enfin le plaisir du corps de son mari.

### Ouverture
Peter énumère à la famille toutes les séries de la Fox qui ont provoqué l'annulation de leur propre série... Toutes les remplaçantes ayant aussi par la suite été annulées faute d'audience...

### Production

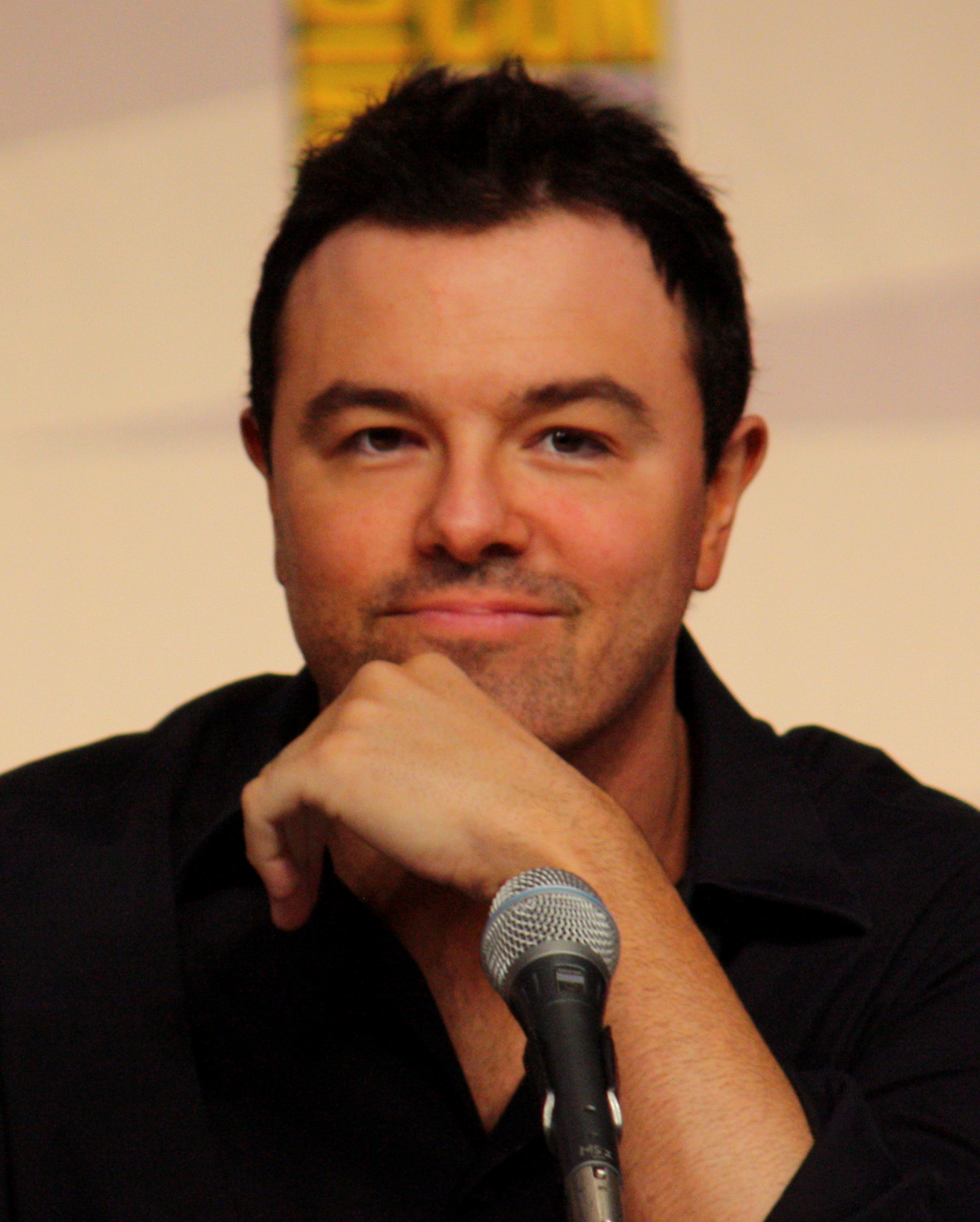
Seth MacFarlane

## Réalisation et diffusion

### Réception
900 900 d'américains ont vu l'épisode lors de sa première diffusion 